# Vòng loại Giải vô địch bóng đá thế giới 2014 – Khu vực châu Á (Vòng 1)
Các trận đấu thuộc vòng thứ nhất của vòng loại Giải vô địch bóng đá thế giới 2014 khu vực châu Á diễn ra từ ngày 29 tháng 6 đến ngày 3 tháng 7 năm 2011.

## Thể thức
Tổng cộng 16 đội tuyển (xếp hạng từ 28 đến 42 trong danh sách tham dự của AFC) được bốc thăm chia thành 8 cặp đấu, mỗi cặp thi đấu theo thể thức loại trực tiếp hai lượt trận trên sân nhà và sân khách. 8 đội chiến thắng sẽ giành quyền vào vòng 2 cùng với 22 đội xếp hạng cao hơn được miễn thi đấu ở vòng loại này.

## Lịch thi đấu
Lịch thi đấu như sau.
| Lượt đấu | Ngày                 |
| -------- | -------------------- |
| Lượt đi  | 29 tháng 6 năm 2011  |
| Lượt về  | 2–3 tháng 7 năm 2011 |

## Bốc thăm
Lễ bốc thăm phân cặp cho vòng loại thứ nhất được tổ chức vào lúc 16:00 (UTC+8) ngày 30 tháng 3 năm 2011 tại trụ sở AFC ở Kuala Lumpur, Malaysia. 16 đội tuyển được chia đều vào hai nhóm hạt giống, nhóm 1 gồm các đội xếp thứ hạng 28–35 và nhóm 2 gồm các đội xếp thứ hạng 36–43. Con số trong ngoặc đơn cho biết thứ hạng tổng thể của các đội tuyển trên bảng xếp hạng của AFC tại vòng loại FIFA World Cup 2010.
Lưu ý: Các đội tuyển in đậm giành quyền lọt vào vòng 2.
| Nhóm 1 | Nhóm 2 |
| --- | --- |
| - Malaysia (28) - Afghanistan (29) - Campuchia (30) - Nepal (31) - Bangladesh (32) - Sri Lanka (33) - Việt Nam (34) - Mông Cổ (35) | - Pakistan (36) - Palestine (37) - Đông Timor (38) - Ma Cao (39) - Đài Bắc Trung Hoa (40) - Myanmar (41) - Philippines (42) - Lào (43) |

## Tóm tắt
8 đội thắng sẽ giành quyền vào vòng 2.
| Đội 1       | TTS     | Đội 2             | Lượt đi | Lượt về |
| ----------- | ------- | ----------------- | ------- | ------- |
| Malaysia    | 4–4 (a) | Đài Bắc Trung Hoa | 2–1     | 2–3     |
| Bangladesh  | 3–0     | Pakistan          | 3–0     | 0–0     |
| Campuchia   | 6–8     | Lào               | 4–2     | 2–6     |
| Sri Lanka   | 1–5     | Philippines       | 1–1     | 0–4     |
| Afghanistan | 1–3     | Palestine         | 0–2     | 1–1     |
| Việt Nam    | 13–1    | Ma Cao            | 6–0     | 7–1     |
| Nepal       | 7–1     | Đông Timor        | 2–1     | 5–0     |
| Mông Cổ     | 1–2     | Myanmar           | 1–0     | 0–2     |

## Các trận đấu
| Malaysia                     | 2–1      | Đài Bắc Trung Hoa  |
| ---------------------------- | -------- | ------------------ |
| Safiq 28' · Aidil Zafuan 55' | Chi tiết | Trần Bác Lương 77' |

| Đài Bắc Trung Hoa                                                           | 3–2      | Malaysia                  |
| --------------------------------------------------------------------------- | -------- | ------------------------- |
| Trương Hàm 31' · Trần Bác Lương 44' (ph.đ.) · Trần Xương Nguyên 75' (ph.đ.) | Chi tiết | Abd Radzak 8' · Rahim 40' |

Tổng tỷ số là 4–4. Malaysia thắng theo luật bàn thắng sân khách và giành quyền vào vòng 2.
| Bangladesh                        | 3–0      | Pakistan |
| --------------------------------- | -------- | -------- |
| Ameli 1' · Zahid 22' · Razaul 56' | Chi tiết |          |

| Pakistan | 0–0      | Bangladesh |
| -------- | -------- | ---------- |
|          | Chi tiết |            |

Bangladesh thắng với tổng tỷ số 3–0 và giành quyền vào vòng 2.
| Campuchia                                        | 4–2      | Lào                 |
| ------------------------------------------------ | -------- | ------------------- |
| Laboravy 51' · El Nasa 57', 88' · Sokumpheak 67' | Chi tiết | Phomsouvanh 9', 59' |

| Lào                                                                                       | 6–2 (s.h.p.) | Campuchia                    |
| ----------------------------------------------------------------------------------------- | ------------ | ---------------------------- |
| Singto 19', 55' · Sayavutthi 31' · Syphasay 46' · Phaphouvanin 94' · Kanlaya 112' (ph.đ.) | Chi tiết     | Chhoeun 45' · Sokumpheak 75' |

Lào thắng với tổng tỷ số 8–6 và giành quyền vào vòng 2.
| Sri Lanka      | 1–1      | Philippines |
| -------------- | -------- | ----------- |
| Gunarathna 43' | Chi tiết | Burkey 50'  |

| Philippines                                                    | 4–0      | Sri Lanka |
| -------------------------------------------------------------- | -------- | --------- |
| Caligdong 20' · P. Younghusband 43', 57' (ph.đ.) · Guirado 50' | Chi tiết |           |

Philippines thắng với tổng tỷ số 5–1 và giành quyền vào vòng 2.
| Afghanistan | 0–2      | Palestine                |
| ----------- | -------- | ------------------------ |
|             | Chi tiết | Alyan 28' · Al-Amour 89' |

| Palestine | 1–1      | Afghanistan |
| --------- | -------- | ----------- |
| Wadi 12'  | Chi tiết | Arezou 63'  |

Palestine thắng với tổng tỷ số 3–1 và giành quyền vào vòng 2.
| Việt Nam                                                                                                 | 6–0      | Ma Cao |
| --- | -------- | ------ |
| Lê Công Vinh 19', 36', 39' (ph.đ.) · Phạm Thành Lương 62' · Nguyễn Ngọc Thanh 67' · Nguyễn Văn Quyết 87' | Chi tiết |        |

| Ma Cao              | 1–7      | Việt Nam                                                                           |
| ------------------- | -------- | ---------------------------------------------------------------------------------- |
| Lương Gia Khanh 60' | Chi tiết | Huỳnh Quang Thanh 3', 86' · Nguyễn Quang Hải 24' · Lê Công Vinh 29', 43', 75', 82' |

Việt Nam thắng với tổng tỷ số 13–1 và giành quyền vào vòng 2.
| Nepal                                 | 2–1      | Đông Timor |
| ------------------------------------- | -------- | ---------- |
| A. Gurung 14' (ph.đ.) · J. M. Rai 71' | Chi tiết | Juvitu 47' |

| Đông Timor | 0–5      | Nepal                                                                                 |
| ---------- | -------- | ------------------------------------------------------------------------------------- |
|            | Chi tiết | A. Gurung 3' (ph.đ.) · Silwal 56' · J. M. Rai 60' · J. Shrestha 89' · S. Shrestha 90' |

Nepal thắng với tổng tỷ số 7–1 và giành quyền vào vòng 2.
| Mông Cổ         | 1–0      | Myanmar |
| --------------- | -------- | ------- |
| Tsend-Ayush 48' | Chi tiết |         |

| Myanmar                       | 2–0      | Mông Cổ |
| ----------------------------- | -------- | ------- |
| Pai Soe 61' · M. A. Naing 85' | Chi tiết |         |

Myanmar thắng với tổng tỷ số 2–1 và giành quyền vào vòng 2.

## Cầu thủ ghi bàn
Đã có 60 bàn thắng ghi được trong 16 trận đấu, trung bình 3.75 bàn thắng mỗi trận đấu.
7 bàn thắng
- Lê Công Vinh

2 bàn thắng
- Sam El Nasa
- Kouch Sokumpheak
- Trần Bác Lương
- Manolom Phomsouvanh
- Lamnao Singto
- Aidil Zafuan
- Safiq Rahim
- Anil Gurung
- Ju Manu Rai
- Phil Younghusband
- Huỳnh Quang Thanh

1 bàn thắng
- Balal Arezou
- Jahid Hasan Ameli
- Mohamed Zahid Hossain
- Rezaul Karim
- Chhin Chhoeun
- Khoun Laboravy
- Trương Hàm
- Trần Xương Nguyên
- Visay Phaphouvanin
- Khampheng Sayavutthi
- Souliya Syphasay
- Kanlaya Sysomvang
- Lương Gia Khanh
- Khürelbaataryn Tsend-Ayuush
- Mai Aih Naing
- Pai Soe
- Jagajeet Shrestha
- Sujal Shrestha
- Bhola Silwal
- Murad Alyan
- Ismail Al-Amour
- Houssam Wadi
- Nate Burkey
- Emelio Caligdong
- Ángel Guirado
- Chathura Gunaratne
- João Kik
- Nguyễn Ngọc Thanh
- Nguyễn Quang Hải
- Nguyễn Văn Quyết
- Phạm Thành Lương